# Maltecora
Genre
Maltecora est un genre d'araignées aranéomorphes de la famille des Salticidae.

## Distribution
Les espèces de ce genre sont endémiques de Sao Tomé-et-Principe.

## Liste des espèces
Selon World Spider Catalog (version 21.5, 04/08/2020) :
- Maltecora chrysochlora Simon, 1909
- Maltecora divina Simon, 1909
- Maltecora janthina Simon, 1909

## Publication originale
- Simon, 1909 : Arachnides recueillis par L. Fea sur la côte occidentale d'Afrique. 2e partie. Annali del Museo Civico di Storia Naturale di Genova, vol. 44, p. 335-449 (texte intégral).